# Kārlis Irbītis
Kārlis Irbītis (* 14. Oktober 1904 in Lāde bei Valmiera in Lettland; † 13. Oktober 1997 in Saint-Laurent, Québec, Kanada) war ein lettischer Flugzeugkonstrukteur.

## Leben
Von 1921 bis 1925 studierte er am Staatlichen Technikum in Riga. Noch während seiner Studienzeit im Jahr 1925 konstruierte er sein erstes Flugzeug. 1930 ging er als Flugzeugentwickler zur Valsts elektrotehniskā fabrika (VEF). Seine erfolgreichsten Entwicklungen für die VEF waren das Sportflugzeug VEF I-12 aus dem Jahre 1935 und das Jagdflugzeug VEF I-16 aus dem Jahre 1939, das nacheinander von der sowjetischen und der deutschen Luftwaffe getestet wurde. Von 1942 bis 1948 arbeitete er für Messerschmitt. Von 1950 bis 1971 arbeitete er bei der kanadischen Firma Canadair, wo er maßgeblich an der Entwicklung des Senkrechtstarters Canadair CL-84 beteiligt war.
1986 gab er seine Lebenserinnerungen unter dem Titel „Of Struggle and Flight“ heraus. 1992 empfing er einen Ehrendoktortitel der Lettischen Akademie der Wissenschaften. Kārlis Irbītis starb einen Tag vor seinem 94. Geburtstag in Saint-Laurent, Québec.

## Schriften
- Kārlis Irbītis: Of Struggle and Flight. Canada’s Wings Inc., Stittsville, Ontario 1986, ISBN 0-920002-36-6 (englisch).